# Мелеховичи (Брестская область)
Мелехови́чи (бел. Мелехавічы) — деревня в Барановичском районе Брестской области. Входит в состав Столовичского сельсовета. Население по переписи 2019 года — 18 человек.

## География
Деревня расположена в 15 км (18,5 км по автодорогам) к северо-востоку от центра города Барановичи и в 7 км (8,5 км по автодорогам) к северо-востоку от центра сельсовета, агрогородка Столовичи. Есть кладбище и коровник.

## История
По переписи 1897 года — деревня Городищенской волости Новогрудского уезда Минской губернии, 12 дворов, 56 жителей, хлебозапасный магазин и ветряная мельница. Рядом находилось имение (2 двора, 14 жителей). В 1909 году — деревня (8 дворов, 59 жителей) и посёлок (25 дворов, 162 жителя) той же волости.
Согласно Рижскому мирному договору (1921) деревня с 17 дворами вошла в состав межвоенной Польши, где принадлежала гмине Городищи Новогрудского повета Новогрудского воеводства.
С 1939 года в составе БССР, в 1940–62 годах — в Городищенском районе Барановичской, с 1954 года Брестской области. Затем — в Барановичском районе. С конца июня 1941 года по 7 июля 1944 года была оккупирована немецко-фашистскими войсками.
В 2013 году деревня передана из упразднённого Меденевичского сельсовета в Столовичский.

## Население
На 1 января 2021 года насчитывалось 18 жителей в 13 дворах, из них 11 трудоспособных и 7 пенсионеров.
| Численность населения (по переписи) | Численность населения (по переписи) | Численность населения (по переписи) | Численность населения (по переписи) | Численность населения (по переписи) | Численность населения (по переписи) | Численность населения (по переписи) | Численность населения (по переписи) | Численность населения (по переписи) |
| 1897                                | 1909                                | 1921                                | 1939                                | 1959                                | 1970                                | 1999                                | 2009                                | 2019                                |
| ----------------------------------- | ----------------------------------- | ----------------------------------- | ----------------------------------- | ----------------------------------- | ----------------------------------- | ----------------------------------- | ----------------------------------- | ----------------------------------- |
| 56                                  | ↗59                                 | ↗110                                | ↗200                                | ↘146                                | ↘144                                | ↘55                                 | ↘30                                 | ↘18                                 |